# 9e armée (Empire russe)
Pour les articles homonymes, voir 9e armée.

La neuvième armée est une grande unité de l'armée impériale russe engagée sur le front de l'Est pendant la Première Guerre mondiale. Elle participe à plusieurs batailles contre les armées impériales austro-hongroise et allemande. Pendant la plus grande partie de son existence, elle a eu pour chef Platon Letchitski. Elle est dissoute en mars 1918.

## Historique

### 1914

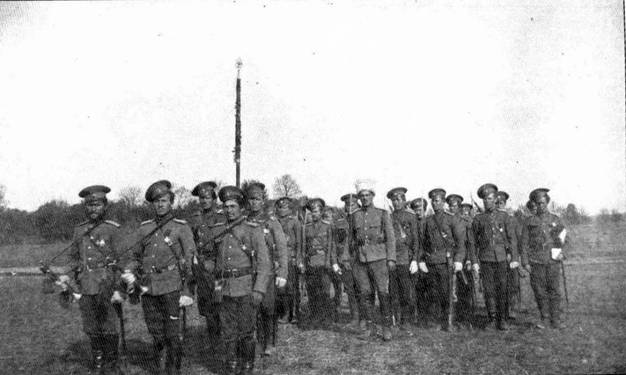
Lever du drapeau dans l'armée russe, août 1914.

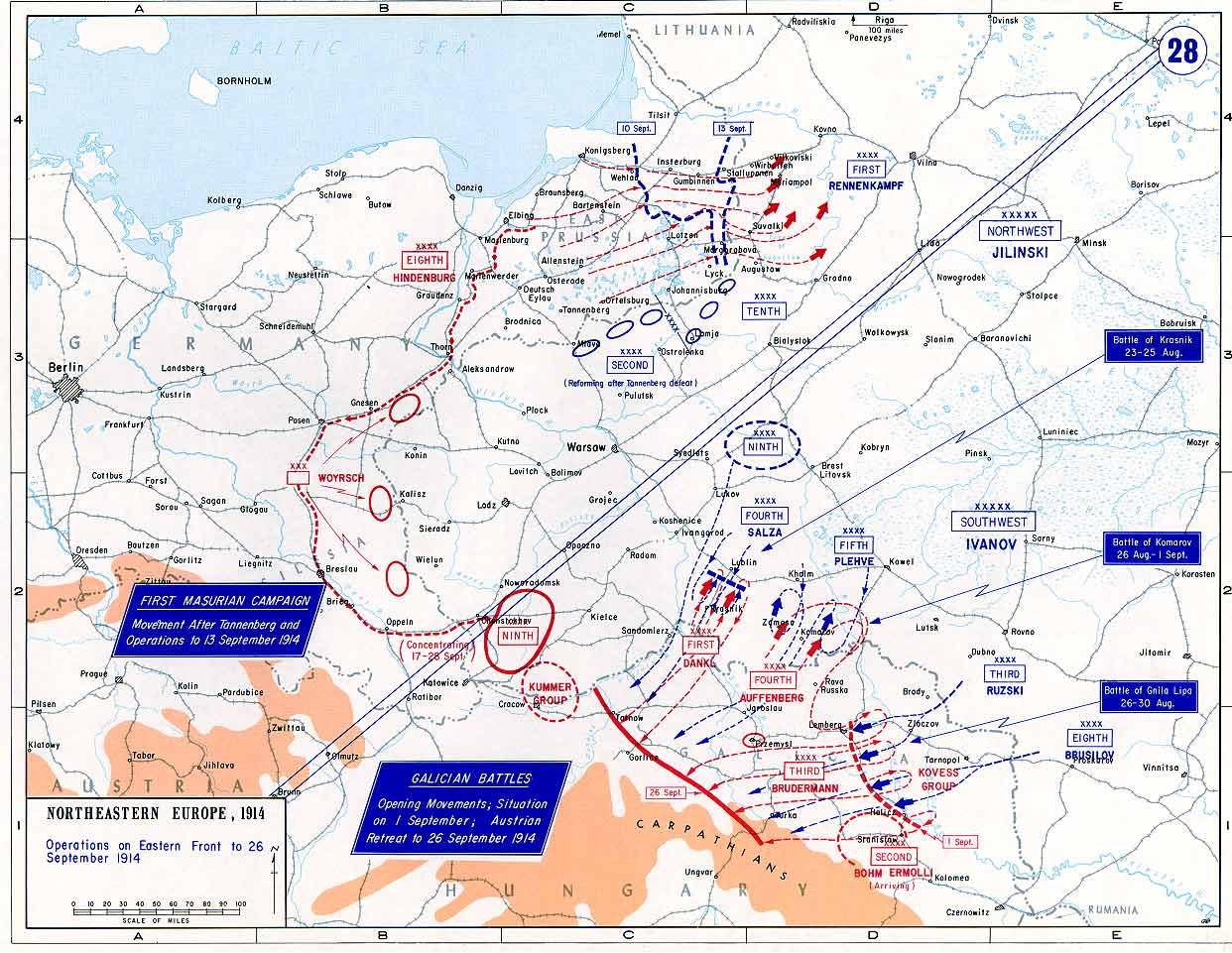
Front de l'Est au 26 septembre 1914.

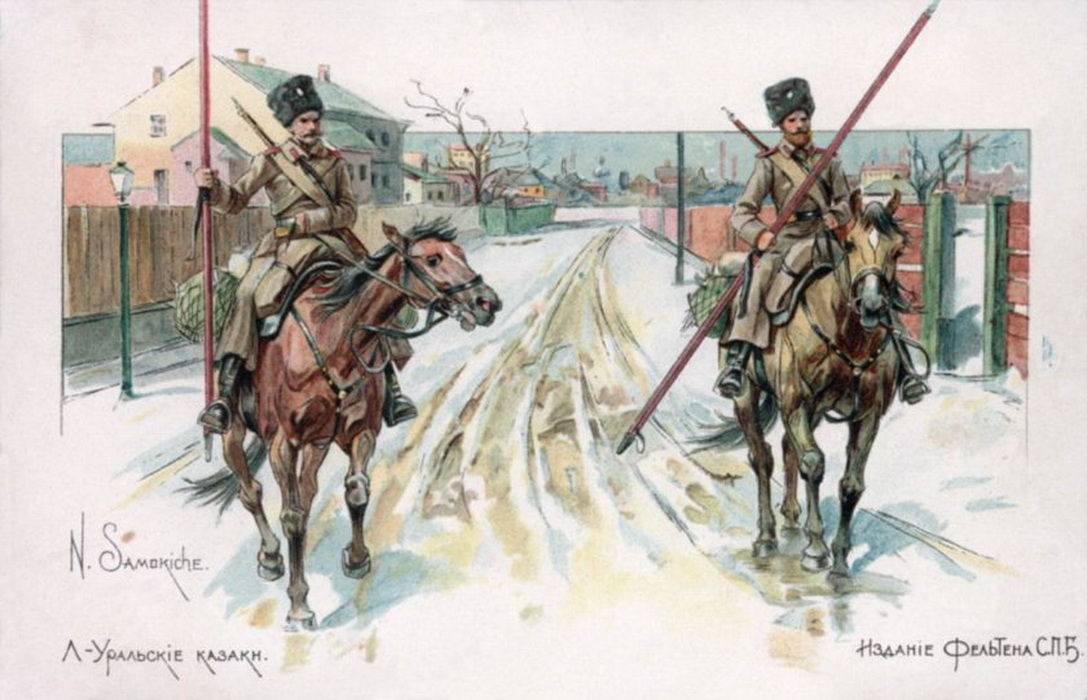
Cosaques de l'Oural, vers 1900.

La 9e armée est créée en août 1914 sous le commandement de Platon Letchitski. Elle est rattachée au front du Sud-Ouest qui est commandé par le général Nikolaï Ivanov. Elle est engagée dans le sud de la Pologne russe, autour d'Ivangorod (Dęblin) et Sandomierz, en appui de la 4e armée, et fait face au groupe austro-hongrois du général Heinrich Kummer von Falkenfeld. Elle compte alors 8 divisions d'infanterie et 4 de cavalerie :
- XVIIIe corps d'armée
  - 23e et 37e divisions d'infanterie
- Corps de la Garde (rattaché à la 4e armée fin août)
  - 1re et 2e divisions de la Garde
- Groupe de réserve Delsalle
  - 73e, 75e, 77e, et 80e divisions de réserve
- Corps de cavalerie Novikov (ru)
  - 5e et 8e divisions de cavalerie

La première bataille de la Vistule tourne au désavantage des Russes qui n'arrivent plus à approvisionner leurs troupes. Le 22 septembre, le corps de la Garde est de nouveau transféré de la 4e à la 9e armée. Le 25 septembre, l'état-major ordonne aux 9e et 5e armées de battre en retraite au nord de la Vistule pour suivre le mouvement de recul de la 4e armée. Cependant, Letchitski tente de maintenir une tête de pont au sud de la Vistule face à la 1re armée austro-hongroise, avec la 2e brigade de tirailleurs et la brigade de tirailleurs de la Garde. Le 3 octobre, la 80e division, qui couvre l'aile gauche du corps Delsalle, se retire de Sandomierz, tandis que la 14e division, à l'aile droite, évacue Ostrowiec, les tirailleurs restant en position défensive à Opatów. Le 4 octobre, ils sont attaqués par des forces ennemies très supérieures en nombre et, malgré le renfort de la brigade indépendante de cavalerie de la Garde, doivent se replier avec de lourdes pertes : 100 officiers, 8 000 soldats, 9 canons et 21 mitrailleuses.
Le 7 octobre, le XXVe corps est transféré de la 5e à la 9e armée. La retraite russe se déroule dans des conditions très difficiles, sur des routes défoncées et sous des pluies continuelles. La 9e armée bénéficie cependant de dépôts de provision à Kraśnik et Sandomierz alors que la 5e armée est à bout de ressources.
Le 21 octobre, la 9e armée reçoit l'ordre de mener une contre-offensive au sud de la Vistule. Basée sur la forteresse d'Ivangorod et disposant de 6 corps au total (les XVIIe, XVIIIe, XXVe et Garde renforcés par les IIIe corps caucasien et XIVe corps empruntés à la 4e armée), elle doit attaquer 3 corps austro-hongrois pour obliger les Allemands, plus au nord, à renoncer à leur offensive contre Varsovie. Les Russes reprennent Novo Aleksandriya le 26 octobre tandis que la 1re armée austro-hongroise bat en retraite jusqu'à l'Opatówka (de)
En novembre, la 9e armée participe à une offensive avortée en direction de Cracovie, forteresse de la Galicie austro-hongroise. La bataille de Cracovie (de) (16-25 novembre 1914) se termine sans résultat décisif. L'armée comprend alors les unités suivantes :
- XXVe corps (Alexandre Ragoza)
  - 3e division de grenadiers
  - 46e division d'infanterie
- XIVe corps (Voïchine-Mourdas-Chilinski)
  - 18e et 45e divisions d'infanterie
  - 2e brigade de tirailleurs
- Corps de la Garde (Vladimir Bezobrazov (de))
  - 1re et 2e divisions de la Garde
- XVIIIe corps (Nikolai Krusenstern)
  - 23e et 37e divisions d'infanterie
- 13e division de cavalerie
- Brigade des uhlans de la Garde
- Division des cosaques de l'Oural

À la fin de décembre 1914, la 9e armée s'établit en position défensive au nord de la Vistule, sur une ligne Jędrzejów - Pińczów - Busko-Zdrój, face à la 1re armée austro-hongroise.

### 1915

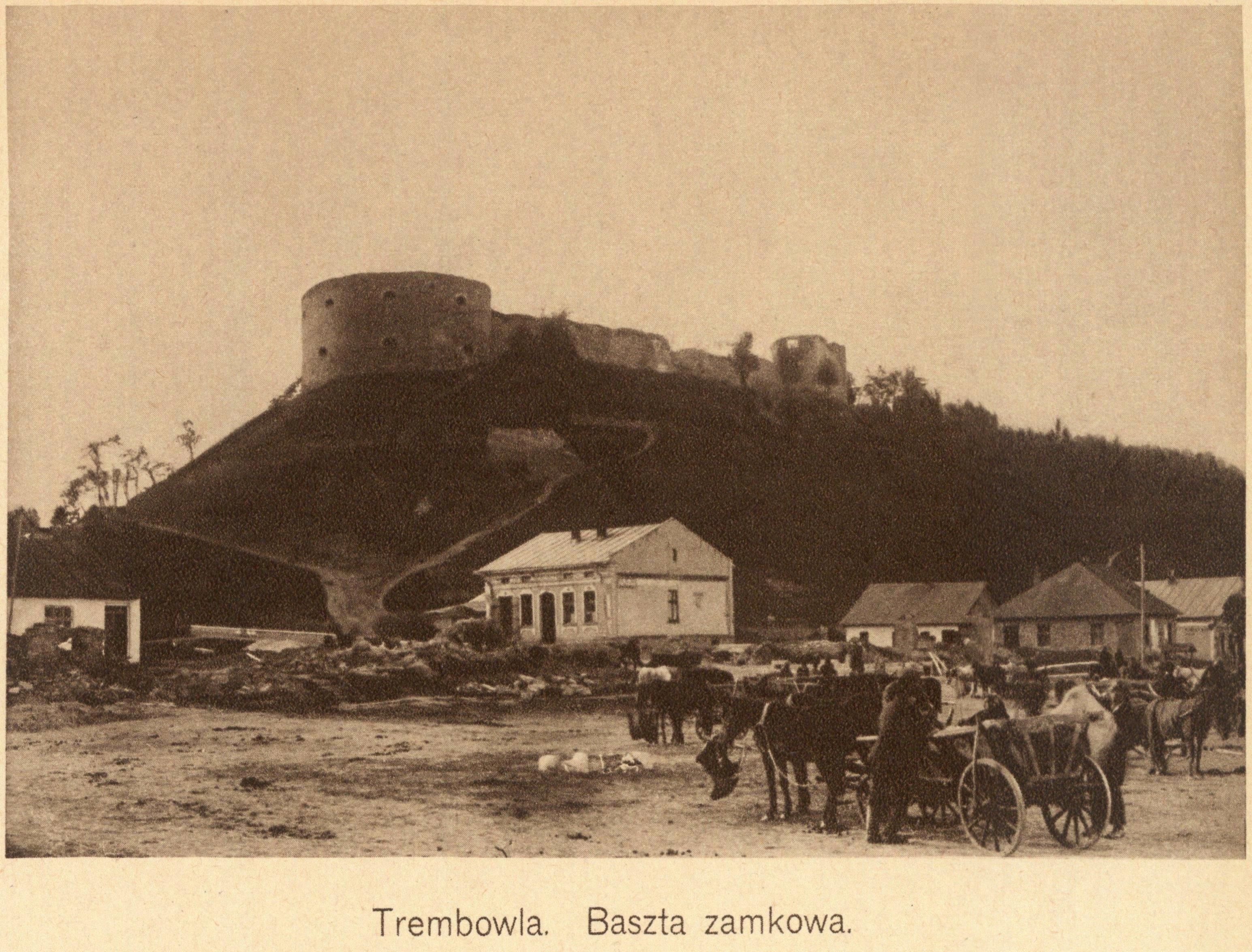
Terebovlia (Trembowla), début du XXe s.

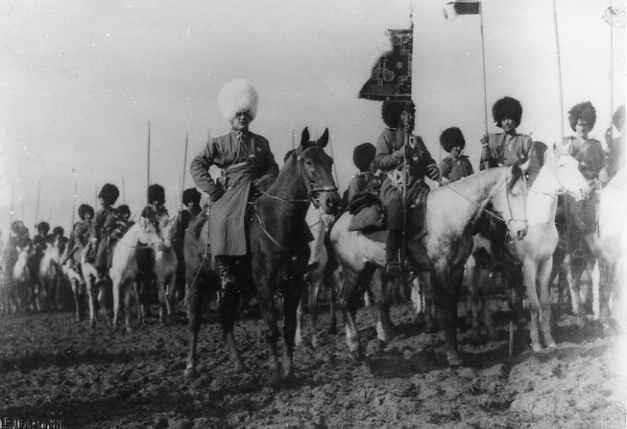
Régiment de cavalerie tekké (turkmène), 1916.

À la fin de février 1915, la 9e armée est déplacée du sud-ouest de la Pologne vers le front du Dniestr pour couvrir le flanc sud-est de la 8e armée dans la bataille des Carpates. Elle fait face à l'offensive du groupe Pflanzer-Baltin (devenu en mai 1915 la 7e armée austro-hongroise) en direction de la Bucovine. La 9e armée comprend alors les unités suivantes :
- XIe corps (Vladimir Sakharov)
  - 19e et 32e divisions d'infanterie
- XXXe corps (Andreï Zaïontchkovski)
  - 71e et 74e divisions de réserve
- XXXIIe corps (Ivan Fedotov)
  - 110e et 105e divisions d'infanterie
- XXXIIIe corps (Sergueï Dobrotin (ru))
  - 81e et 82e divisions
- IIIe corps de cavalerie (Fiodor Arturovitch Keller (ru))
  - 2e division de cavalerie caucasienne
  - 10e et 12e divisions de cavalerie

Le 8 mai 1915, la 9e armée opère une offensive de rupture entre les têtes de pont du Dniestr et du Prout contre le corps Marschall, partie de l'Armée du Sud allemande, et le corps Czibulka (de) austro-hongrois. Les Russes reprennent Zalichtchyky et, le 10 mai, obligent la 7e armée austro-hongroise à évacuer Stanislav (Ivano-Frankivsk) et Kalouch et à se replier sur une ligne Tchernivtsi-Kolomya-Nadvirna.
En août 1915, la Grande Retraite de l'armée russe en Pologne oblige la 9e armée à interrompre son avance, se replier sur une ligne Zalichtchyky-Terebovlia et se cantonner à une guerre de position.

La 9e armée au nord du front roumain, septembre 1916-janvier 1917

### 1916

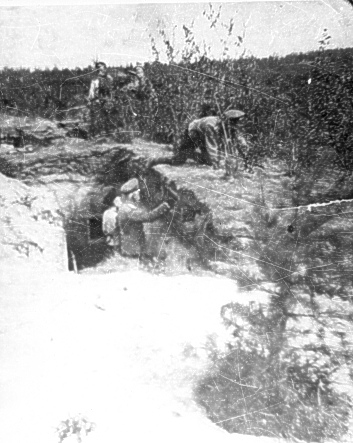
Soldats russes sur le front de Roumanie, 1918.

Au printemps 1916, la 9e armée est réorganisée pour accompagner le flanc sud de l'offensive Broussilov contre les Austro-Hongrois. Entre le 4 et le 9 juin, le IIe corps russe enfonce les lignes du XIIIe corps austro-hongrois, suivi par les XXXIIIe et XLIe corps qui traversent la ligne du Dniestr. La 7e armée austro-hongroise doit se replier sur Sniatyn et Horodenka en perdant environ 100 000 hommes dans une retraite de 50 km. Le XIIe corps russe franchit le Prout et reprend Tchernivtsi le 18 juin, le XXXIIIe corps prend Horodenka et Kolomya le 29 juin. Le IIIe corps de cavalerie atteint le sud de la Bucovine et les hauteurs de Vatra Dornei, suivi par les XIe et XIIe corps. Au début d'août, les Austro-Hongrois se replient sur une ligne Otynia (en)-Tysmenytsia, sur la Bystritsa. Le 10 août, les Russes prennent Stanislaw (Ivano-Frankivsk). Le front s'établit sur le cours supérieur du Siret entre Mariampil et Nadvirna.
L'entrée en guerre de la Roumanie dans la Première Guerre mondiale aux côtés de l'Entente, le 27 août, arrive trop tard pour se coordonner avec l'offensive russe. Alors que les Austro-Hongrois n'ont plus qu'un mince rideau de troupes, Landwehr, gendarmes et douaniers, le long de la frontière roumaine, l'armée roumaine engagée dans la bataille de Transylvanie (en) ne parvient pas à faire la jonction avec les forces russes en Bucovine.
La 9e armée doit accomplir une marche difficile à travers les Carpates ukrainiennes pour se joindre à l'armée roumaine menacée d'écrasement par l'offensive austro-allemande. Le front roumain connaît de nombreuses péripéties sans qu'aucun camp ne remporte d'avantage décisif.

### 1917-1918

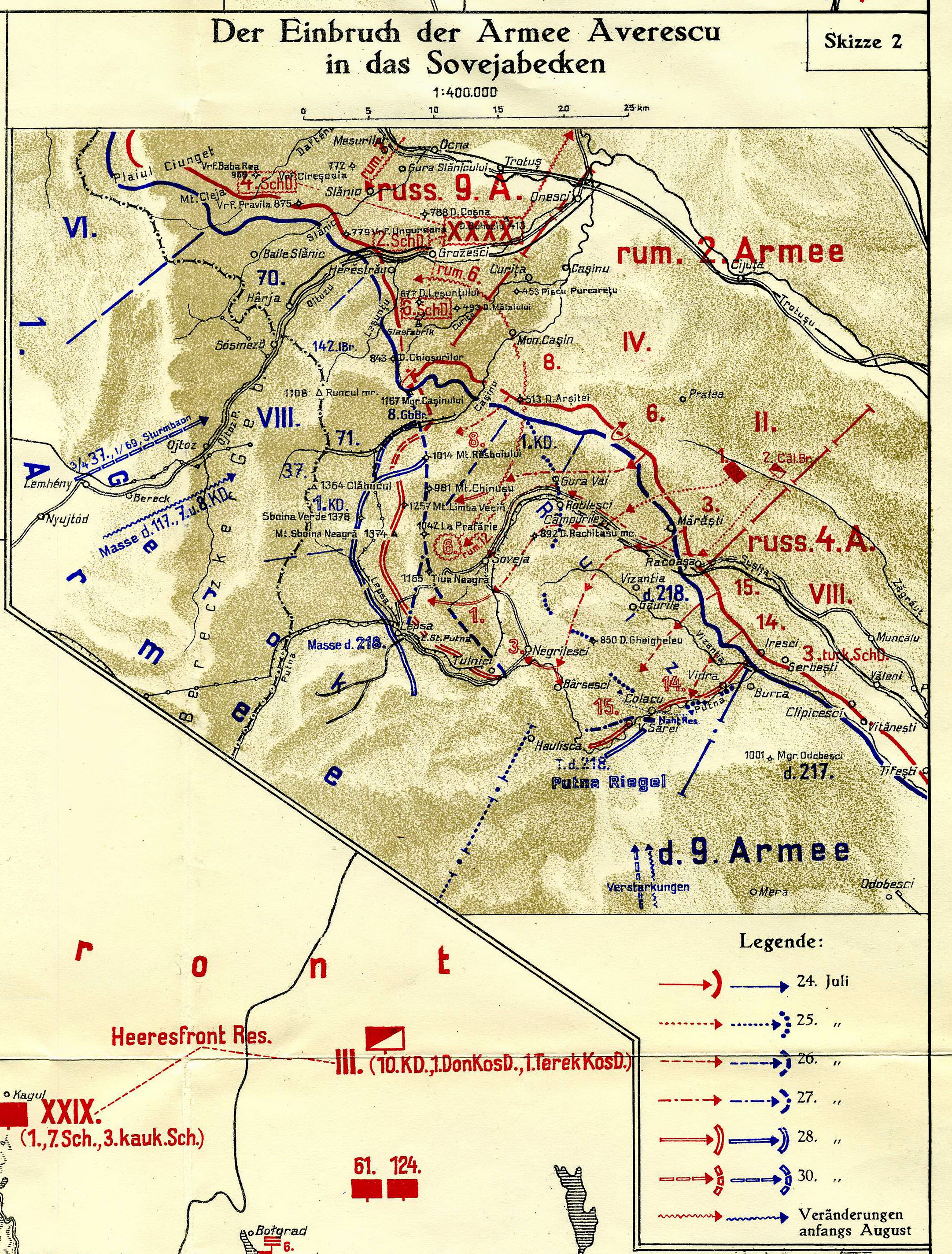
Bataille de Mărăști, juillet-août 1917 : 1re armée austro-hongroise (ouest), 9e armée allemande (sud), 2e armée roumaine (est) et 9e armée russe (nord).

Après la révolution de février-mars 1917, le général Platon Letchitski n'accepte pas d'être soumis aux soviets de soldats. Il est placé en disponibilité le 1er mai et remet sa démission trois semaines plus tard.
La 9e armée ne joue qu'un rôle secondaire dans la bataille de Mărăști (22 juillet - 1er août) qui oppose les Roumains aux Germano-Austro-Hongrois. En 1917, minée par les désertions et mutineries, elle comprend théoriquement les unités suivantes :
- Xe corps
- XVIIIe corps
- XXVIe corps
- XXIXe corps
- XLe corps
- IIe corps
- VIe corps de cavalerie

## Commandants
- Platon Letchitski (9 août 1914 – 18 avril 1917)
- Gueorgui Stoupine (ru) (18 avril 1917 - 11 août 1917)
- Vladimir Tcheremissov (ru) (11 août 1917 - 9 septembre 1917)
- Ioulian Bialosor (ru) (septembre 1917 ?)
- Anatoli Keltchevski (ru) (septembre - novembre 1917)
- G.P. Safronov (novembre 1917 - mars 1918)

## Sources et bibliographie
- (de) Cet article est partiellement ou en totalité issu de l’article de Wikipédia en allemand intitulé « 9. Armee (Russisches Kaiserreich) » (voir la liste des auteurs) dans sa version du 23 novembre 2017.
- Alfred Knox, With the Russian army, 1914-1921, Hutchinson, London, 1921, vol.1